# Włodzimierz Kwaczeniuk
Włodzimierz Kwaczeniuk (ur. 4 kwietnia 1933 w Maciejowicach k. Wołkowyska, zm. 22 kwietnia 2011 w Warszawie) – generał brygady WP.

## Życiorys
Syn Cypriana, żołnierza zawodowego, artylerzysty, przed wojną szefa 8 baterii 33 pułku artylerii lekkiej, obrońcy Lwowa, wywiezionego po 17 września 1939 do ZSRR oraz Łucji ze Szczyglińskich.
W latach 1949–1952 podchorąży Oficerskiej Szkoły Artylerii nr 1 w Toruniu. Po ukończeniu szkoły został 7 września 1952 promowany na stopień podporucznika w korpusie oficerów artylerii. Po promocji został dowódcą plutonu w 21 Brygadzie Artylerii Ciężkiej w Chełmnie. Brygada wchodziła w skład 6 Dywizji Artylerii Przełamania w Grudziądzu. Od 1953 dowodził baterią armatohaubic 152 mm, a od 1957 był szefem sztabu dywizjonu armatohaubic 152 mm w 6 Warszawskiej Brygadzie Artylerii Armat w Grudziądzu. W 1961 ukończył kurs dla oficerów artylerii w Centrum Przeszkolenia Wojsk Rakietowych w Leningradzie i objął stanowisko szefa sztabu dywizjonu 32 Łużyckiej Brygady Artylerii w Orzyszu, a od 1962 był dowódcą 3 dywizjonu tej brygady. W latach 1964–1968 studiował w Artyleryjskiej Akademii Dowódczej im. M. Kalinina w Leningradzie. Po studiach został zastępcą dowódcy do spraw liniowych 18 Brygady Artylerii w Bolesławcu. Od sierpnia 1972 do czerwca 1974 studiował w Wojskowej Akademii Sztabu Generalnego Sił Zbrojnych ZSRR im. K. Woroszyłowa w Moskwie, po czym został zastępcą szefa Wojsk Rakietowych i Artylerii Śląskiego Okręgu Wojskowego we Wrocławiu w stopniu pułkownika. W latach 1975–1978 dowódca 3 Warszawskiej Brygady Artylerii w Biedrusku. Od 1978 szef Wojsk Rakietowych i Artylerii Warszawskiego Okręgu Wojskowego. 7 października 1981 uchwałą Rady Państwa PRL mianowany na stopień generała brygady. Nominację wręczył mu 11 października 1978 w Belwederze przewodniczący Rady Państwa PRL prof. Henryk Jabłoński. Od września 1981 do września 1983 szef Zarządu VI Sztabu Generalnego WP, a w latach 1983–1989 był dowódcą Wojsk Rakietowych i Artylerii WP, a od 1989 (po zmianach organizacyjnych) szefem Wojsk Rakietowych i Artylerii MON. W październiku 1991 został pełnomocnikiem ministra obrony narodowej ds. wycofania wojsk rosyjskich z Polski i tranzytu z byłej NRD. 27 czerwca 1994 przeniesiony w stan spoczynku, pożegnany oficjalnie 7 października 1994 przez szefa Sztabu Generalnego WP gen. broni Tadeusza Wileckiego.
Otrzymał 11 medali i orderów, w tym Order Sztandaru Pracy II klasy (1983), Krzyż Komandorski Orderu Odrodzenia Polski (1992) i Krzyż Kawalerski Orderu Odrodzenia Polski.
Mieszkał w Warszawie, był wdowcem, miał dwie córki.

## Awanse
W trakcie wieloletniej służby w ludowym Wojsku Polskim otrzymywał awanse na kolejne stopnie wojskowe:
- podporucznik – 1952
- porucznik – 1954
- kapitan – 1957
- major – 1962
- podpułkownik – 1968
- pułkownik – 1973
- generał brygady – 1981